# Camilla Bergvall
Camilla Bergvall, född 23 mars 1990 i Helsingborg i Skåne län, är en svensk författare, skribent och opinionsbildare rörande kvinnohistoria, feminism och djurrättsfrågor.
Bergvall tog 2017 initiativ till projektet Kvinnokarta Helsingborg med syftet att uppmärksamma lokal kvinnohistoria. Projektet väckte stor uppmärksamhet medialt och hos allmänheten, vilket ledde till att hon prisades av Helsingborg stads kulturnämnd. Bergvall startade 2018 ett liknande ettårigt projekt i Landskrona. Kvinnokarta Helsingborg avslutades efter tre år, januari 2021.
Hösten 2017 grundade Bergvall tillsammans med Josefine Thorén den feministiska organisationen FemHbg. De båda arrangerade kort därpå ett av Sveriges största fackeltåg under #metoo. Bergvall utsågs år 2017 av Helsingborgs Dagblad till den trettonde mäktigaste i Nordvästra Skåne för sitt ideella arbete med kvinnohistoria, feminism och hbtq-frågor.
År 2019 valdes Bergvall till riksordförande för Sveriges största djurrätts- och djurskyddsorganisation Djurens Rätt. Bergvall har länge varit ideellt engagerad i organisationen, främst inom lokalorganisationerna i Helsingborg-Höganäs och Lund, samt som vice riksordförande 2013-2015. Bergvall var dessutom sammankallande för Djurens Rätts arbetsgrupp för pälsfrågor under åtta års tid. Som riksordförande var hon en aktiv röst i media, framför allt gällande behandlingen av djur i djurfabriker och i pälsindustrin. Efter sex år som riksordförande lämnade hon 2025 över stafettpinnen till sin vice ordförande Tina Hogevik.
Som frilansande journalist har Bergvall skrivit för bland annat Helsingborgs Dagblad, Rädda Djuren-klubben, Svenskt Kvinnobiografiskt lexikon och kommunikationsbyrån Giv Akt. Hon har även skrivit tre böcker, Förändra! En handbok i praktisk djurrätt (2015), en biografi om Nanny Palmkvist med titeln Att arbeta för en idé är att leva (2020) samt Djurfabrikerna - myten om den glada bondgården (2025).

## Utmärkelser
- Utmärkelse till minne av Oscar och Gisela Trapp, Helsingborg stad, 2018[23]
- Årets Fighting Spirit, Helsingborg Pride, 2019[24]